# Trois Femmes à l'église
Pour les articles homonymes, voir L'Homme à la guitare.
Trois Femmes à l'église – en allemand Drei Frauen in der Kirche – est un tableau réalisé par le peintre allemand Wilhelm Leibl en 1878-1882. De format vertical, cette peinture à l'huile exécutée sur acajou est une scène de genre qui représente trois femmes se recueillant l'une à côté de l'autre, assises sur un même banc dans une église. Acquise en 1906, l'œuvre est conservée à la Kunsthalle de Hambourg, à Hambourg, en Allemagne.